# Buchnera multicaulis
Buchnera multicaulis är en snyltrotsväxtart som beskrevs av Adolf Engler. Buchnera multicaulis ingår i släktet Buchnera och familjen snyltrotsväxter. Inga underarter finns listade i Catalogue of Life.